# Gnamptogenys striatula
Gnamptogenys striatula är en myrart som beskrevs av Mayr 1884. Gnamptogenys striatula ingår i släktet Gnamptogenys och familjen myror. Inga underarter finns listade i Catalogue of Life.

## Bildgalleri

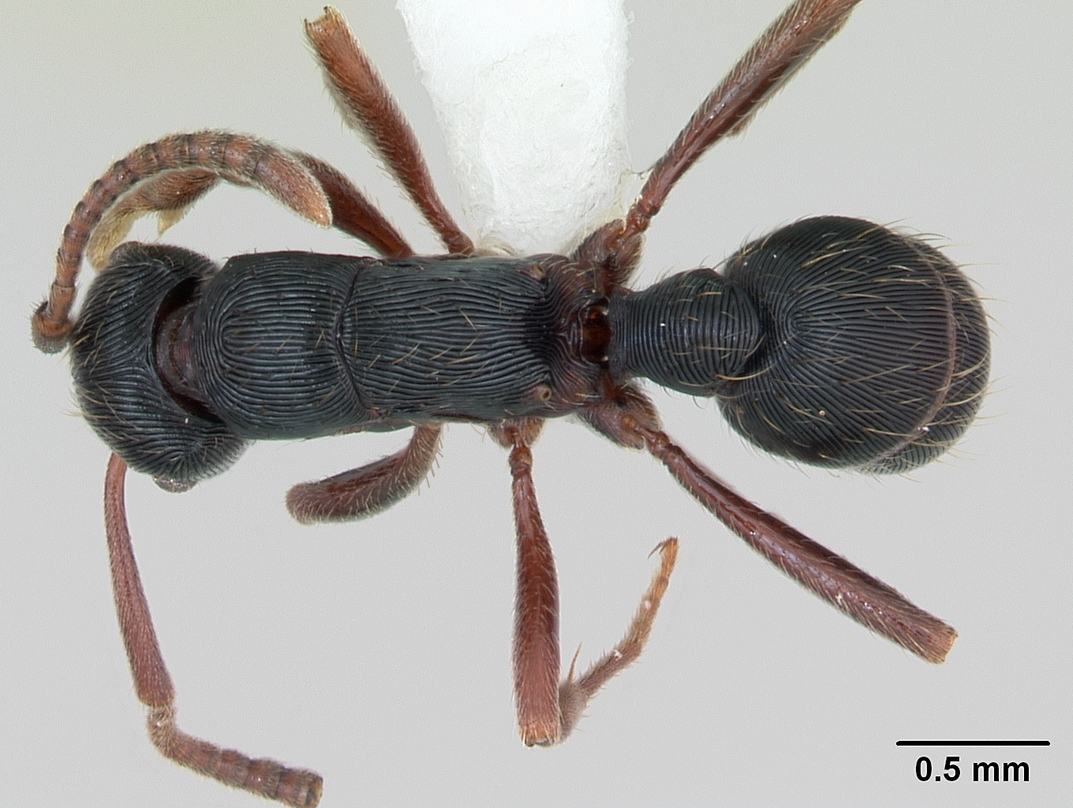
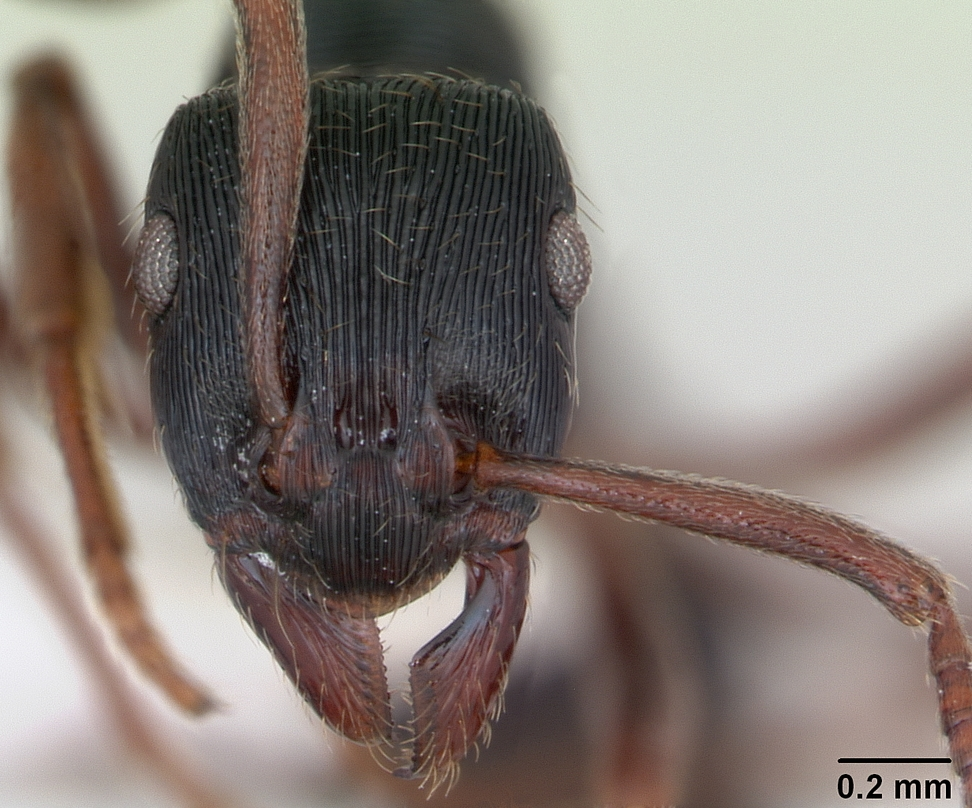
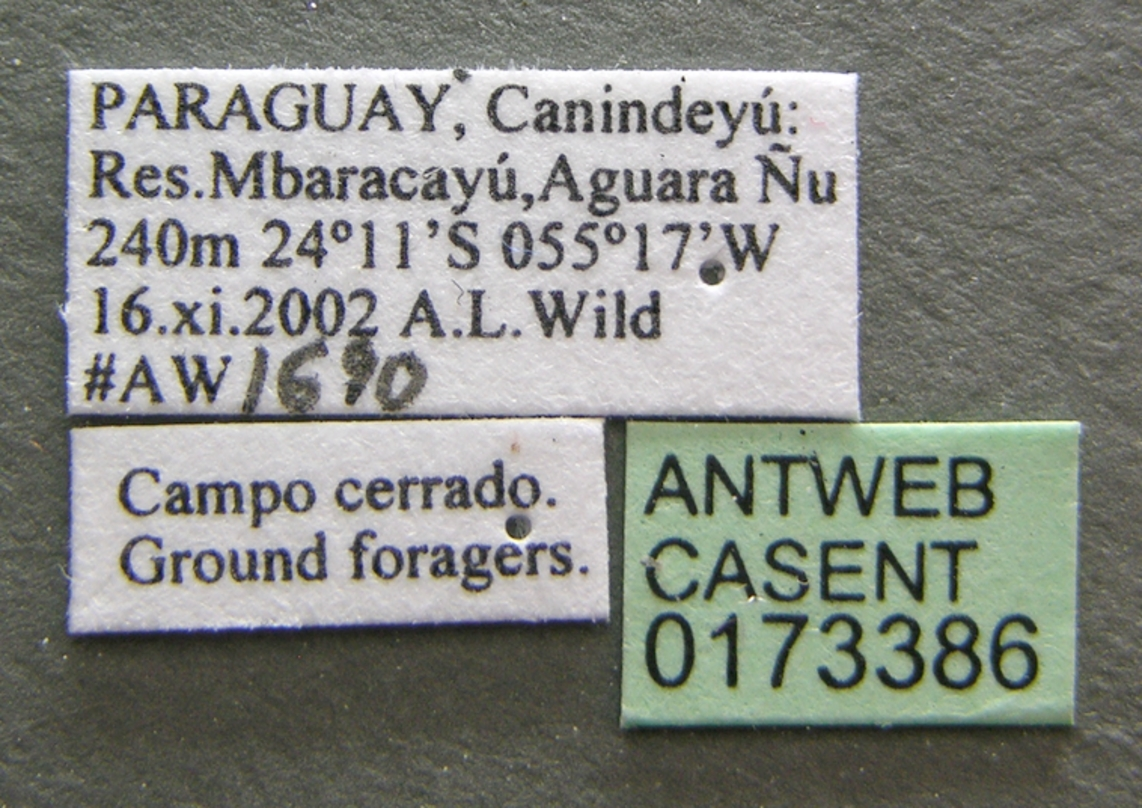
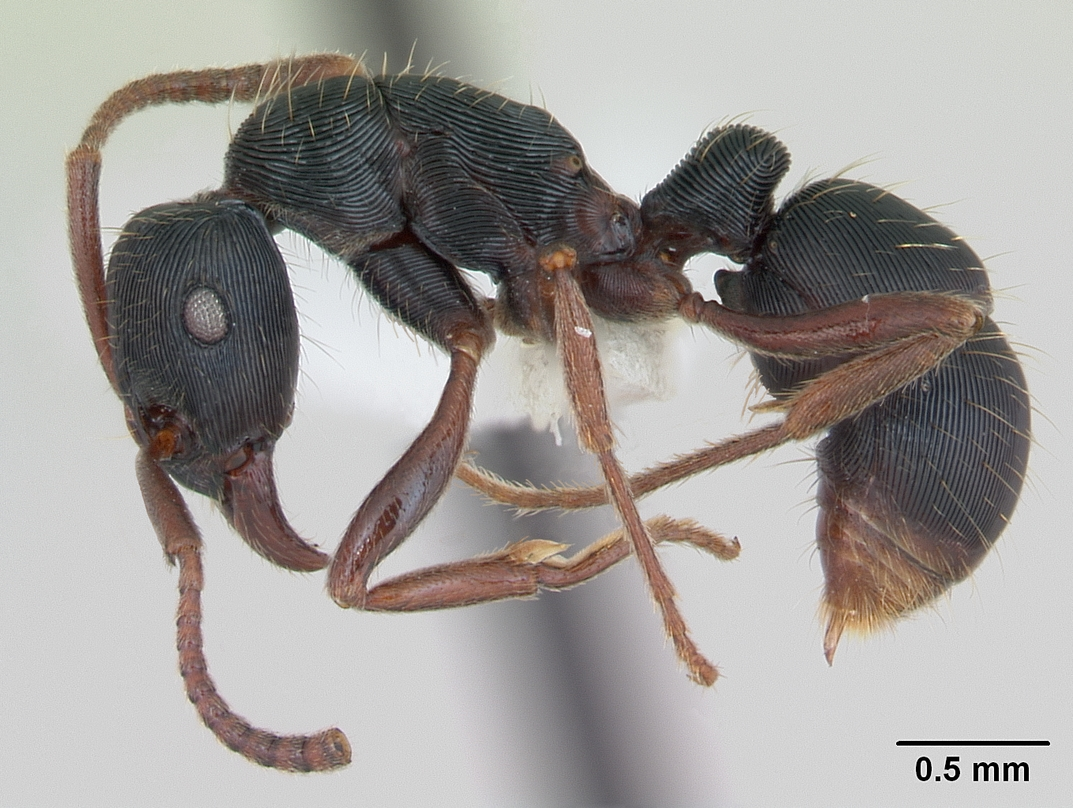
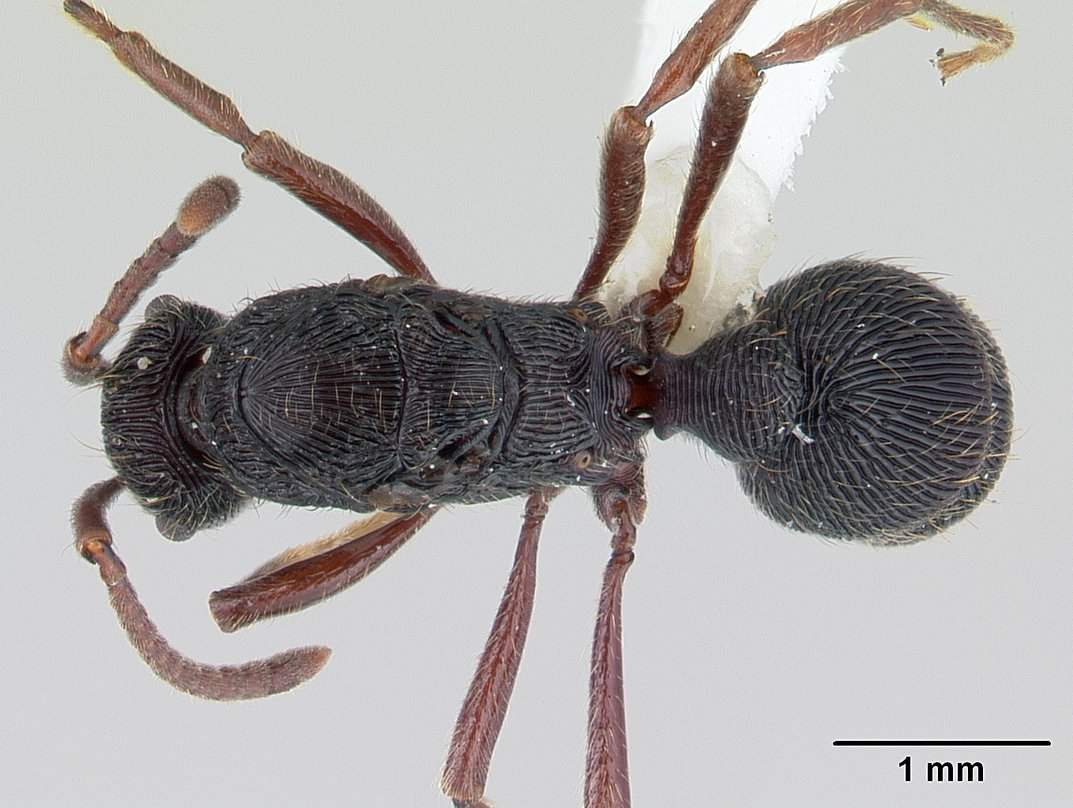
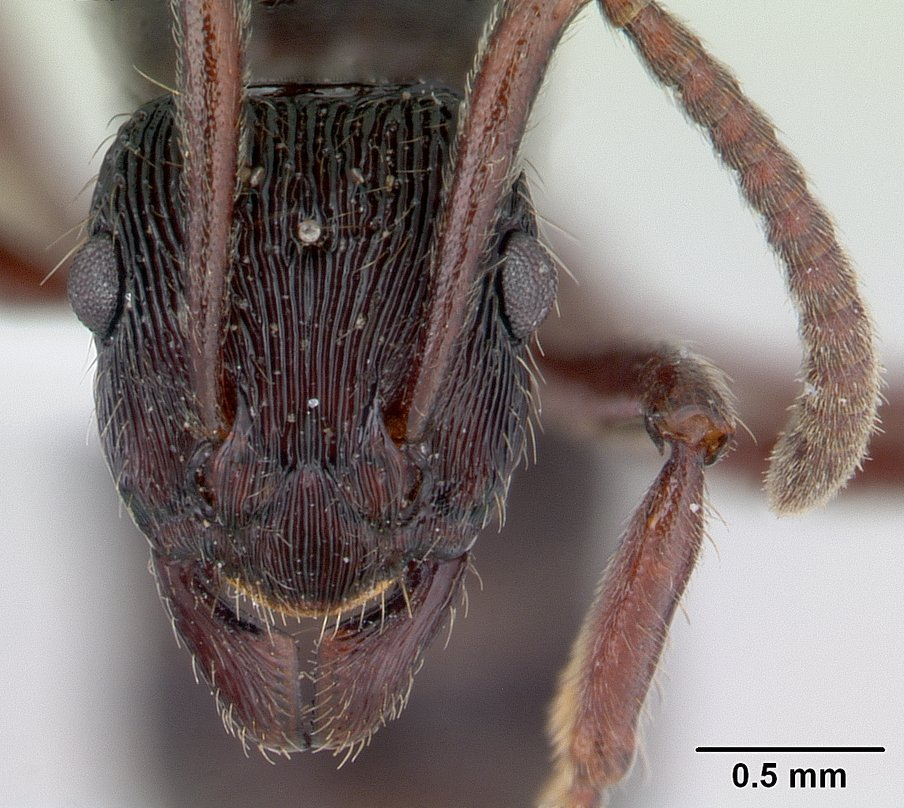